# Balak (postać biblijna)
Balak – postać biblijna z Starego Testamentu.
Król Moabu, który panował w czasie, kiedy Izraelici przygotowywali się do podboju Kanaanu. Pojawia się w Lb 22,2-24,5.